# William Motherwell
William Motherwell (Glasgow, 13 ottobre 1797 – Glasgow, 1º novembre 1835) è stato un poeta, scrittore, giornalista e antiquario scozzese.

## Biografia
William Motherwell nacque a Glasgow il 13 ottobre 1797, terzo figlio omonimo del padre, commerciante di ferramenta. A causa degli spostamenti della famiglia, la sua istruzione avvenne in parte a Edimburgo e, in seguito, a Paisley; si interruppe però all'età di quindici anni, quando il padre lo mandò a lavorare come apprendista impiegato presso lo sheriff di Paisley. Durante la sua breve carriera scolastica, Motherwell si era distinto per la sua bravura e intelligenza, e si era preparato alla sua futura attività letteraria copiando e imitando antichi manoscritti, e scrivendo versi. L'oggetto della sua prima ispirazione poetica fu Jeanie Morrison, la sua bella compagna di banco. Per questo suo primo amore, mai dimenticato, scrisse una squisita canzone recante come titolo il suo nome.
Completato il suo apprendistato, all'età di 21 anni William Motherwell fu nominato sheriff-clerk depute a Renfrew, una carica amministrativa che gli forniva uno stipendio considerevole. Ma il distretto di Paisley, dove già da allora si stava sviluppando un'attività industriale in campo tessile, era in preda ad agitazioni di non poco conto; sotto l'influenza di Thomas Paine e di Cobbett, il Radicalismo politico vi era assai diffuso ed ogni tessitore era realmente convinto che niente andasse bene, sia nello stato che nella chiesa, e che l'unico rimedio fosse la sovversione universale e la rivoluzione. Ciò provocò dei grossi problemi a Motherwell, che dovette fronteggiare dei pericoli di non poco conto dato che la sua carica gli imponeva di applicare rigorosamente la legge. Nel 1818 fu assalito da una folla tumultuosa, che lo spinse verso il parapetto del ponte sulla Cart, il fiume che attraversa Renfrew, con la chiara intenzione di gettarlo di sotto.
Durante tutto questo periodo Motherwell, dal temperamento ardente, fu peraltro animato da sogni e ideali di libertà e democrazia radicale; ideali che si andarono però spegnendo proprio a partire dall'episodio del ponte. Divenne quindi un conservatore. Costretto dalla sua carica a compilare ed emettere atti ufficiali e a volte persino ad assumere compiti di polizia nell'agitato distretto di Paisley, in privato si dedicava alle occupazioni letterarie che cominciarono a procurargli qualche notorietà. Ampliò le sue letture e la sua istruzione, finché la sua biblioteca non fu composta da una ricca e svariata collezione nella quale predominavano le opere antiche, specialmente quelle connesse con la poesia, i romanzi e l'antica mitologia nordica.

### LaMinstrelsy
Scriveva versi e prosa che regalava gratuitamente agli amici; nel 1818 (lo stesso anno dell'episodio del ponte) iniziò a collaborare con una piccola rivista pubblicata a Greenock, The Visitor. Fu anche editore della Harp of Renfrewshire, contenente notizie biografiche sui poeti del distretto dal XVI al XIX secolo, pubblicata nel 1819. Quest'opera fu solo il preludio di una ben più vasta in questo campo, nella quale inserì anche tutte le antiche ballate popolari che ancora erano conosciute nella zona (e un po' in tutta la Scozia). Pubblicata nel 1827 con il titolo di Minstrelsy, Ancient and Modern ("L'arte dei menestrelli, antica e moderna"), ottenne un successo immediato e costituì una delle fonti principali per molte Child Ballads. L'opera è considerata uno dei cardini per lo studio delle antichità scozzesi.

### Il prosieguo dell'attività e la morte
Nel 1828 William Motherwell iniziò la pubblicazione del Paisley Magazine, nelle cui pagine inserì alcune delle sue migliori composizioni poetiche; nello stesso anno assunse la direzione del Paisley Advertiser, un giornale conservatore prima diretto dal suo amico William Kennedy, l'autore di Fitful Fancies. Motherwell aveva oramai acquisito una notevole reputazione, non solo come poeta, ma anche come giornalista politico. Ciò lo portò, nel 1830 a subentrare alla direzione di uno dei principali giornali di Glasgow, il Glasgow Courier, carica che Motherwell mantenne fino alla morte.
La permanenza di Motherwell alla direzione del Glasgow Courier non fu senza problemi. La sua conoscenza della storia generale, e in particolare di quella moderna, era assai lacunosa proprio per il suo eccessivo ed esclusivo amore per le antichità; inoltre era assai lento ed irregolare nello scrivere. Nonostante questi handicaps, fu obbligato, come direttore del giornale, a diventare il campione del conservatorismo Tory in una zona dove esso godeva di scarsissime simpatie, per di più in un periodo in cui gli eventi si stavano avviando in tutt'altra direzione politica, in tutta Europa. Il giornale usciva tre volte alla settimana, e impegnato in mille battaglie, Motherwell dovette affrontare un'iperattività che peraltro non lo distolse dalle sue passioni letterarie ed antiquarie. Da dire anche che, nel pieno stile britannico, mantenne sempre un notevole rispetto degli avversari, cosa che gli fece ottenere l'approvazione generale, anche da parte dei suoi nemici più acerrimi. Ma la sua salute ne restò minata. Il 1º novembre 1835, alle 4 del mattino mentre stava dormendo, Motherwell ebbe un improvviso e gravissimo attacco apoplettico; morì soltanto quattro ore più tardi, alla giovane età di 38 anni e nonostante la sua costituzione robusta, il suo carattere allegro e le abitudini sane. Fu seppellito alla Glasgow Necropolis.